# Dynamene magnitorata
Dynamene magnitorata es una especie de crustáceo isópodo intermareal de la familia Sphaeromatidae.

## Distribución geográfica
Se distribuye por el Atlántico nororiental y el mar Mediterráneo occidental.